# Michal Matějovský
Michal Matějovský (ur. 30 października 1985 roku w Hradcu Králové) – czeski kierowca wyścigowy.

## Kariera
Matějovský rozpoczął karierę w wyścigach samochodowych w 2004 roku od startów w Skoda Octavia Cup Czech Republic, gdzie dwukrotnie stawał na podium, w tym raz na jego najwyższym stopniu. Z dorobkiem 136 punktów uplasował się tam na piątej pozycji w klasyfikacji generalnej. W późniejszych latach Czech pojawiał się także w stawce BMW 1 Challenge, European Touring Car Cup, ADAC Procar, World Touring Car Championship oraz SEAT Leon Eurocup.
W World Touring Car Championship Czech wystartował podczas czeskiej rundy w sezonie 2008 z hiszpańską ekipą Sunred Engineering. W pierwszym wyścigu uplasował się na 22 pozycji, a w drugim nie dojechał do mety. W klasyfikacji kierowców niezależnych został sklasyfikowany na 22 miejscu.